# Захочу — полюблю
«Захочу — полюблю» — радянський художній фільм 1990 року, знятий режисером Василем Паніним на студії «Скіфи».

## Сюжет
За повістю Валерія Брюсова «Останні сторінки зі щоденника жінки». Героїня — жінка непересічна, красива й розумна, позбавлена забобонів. Видана зовсім юною заміж за багатія, тепер вона прагне лише свободи і незалежності.

## У ролях
- Віра Сотникова — Наталія Полонська
- Анатолій Васильєв — Модест Нікандрович Елерський, вільний художник
- Ніна Русланова — Аріадна Яківна, мати Наталії та Лідії
- Катерина Стриженова — Лідія, молодша сестра Наталії
- Олена Костіна — Глафіра, покоївка Наталії
- Олександр Стриженов — Володя
- Валерій Золотухін — Віктор, чоловік Наталії
- Олег Анофрієв — Хмильов
- Рудольф Рудін — слідчий
- Ольга Машна — Віра, подруга Наталії
- Олександр Пятков — чоловік Віри
- Юрій Медведєв — нотаріус
- Роман Філіппов — Матвій Карпович
- Амаяк Акопян — Дон Хуан, шанувальник Наталії
- Анатолій Ведьонкін — Іван Антонович, візник
- Віктор Лазарев — жебрак
- Валерій Леонтьєв — приятель Дона Хуана
- Юрій Лазарев — епізод
- Алла Баянова — Варвара, ресторанна співачка
- Тетяна Плісецька — епізод
- Арнольд Ідес — поліцейський
- Івонна Нікітіна — епізод
- Михайло Плотников — епізод
- Олена Альошина — епізод
- Олександр Грунда — епізод
- Юля Борисова — Юля, донька Віри

## Знімальна група
- Режисер — Василь Панін
- Сценарист — Арнольд Вітоль
- Оператори — Михайло Коропцов, Віктор Епштейн
- Композитор — Євген Дога
- Художник — Петро Кисельов